# Ligne de transmission

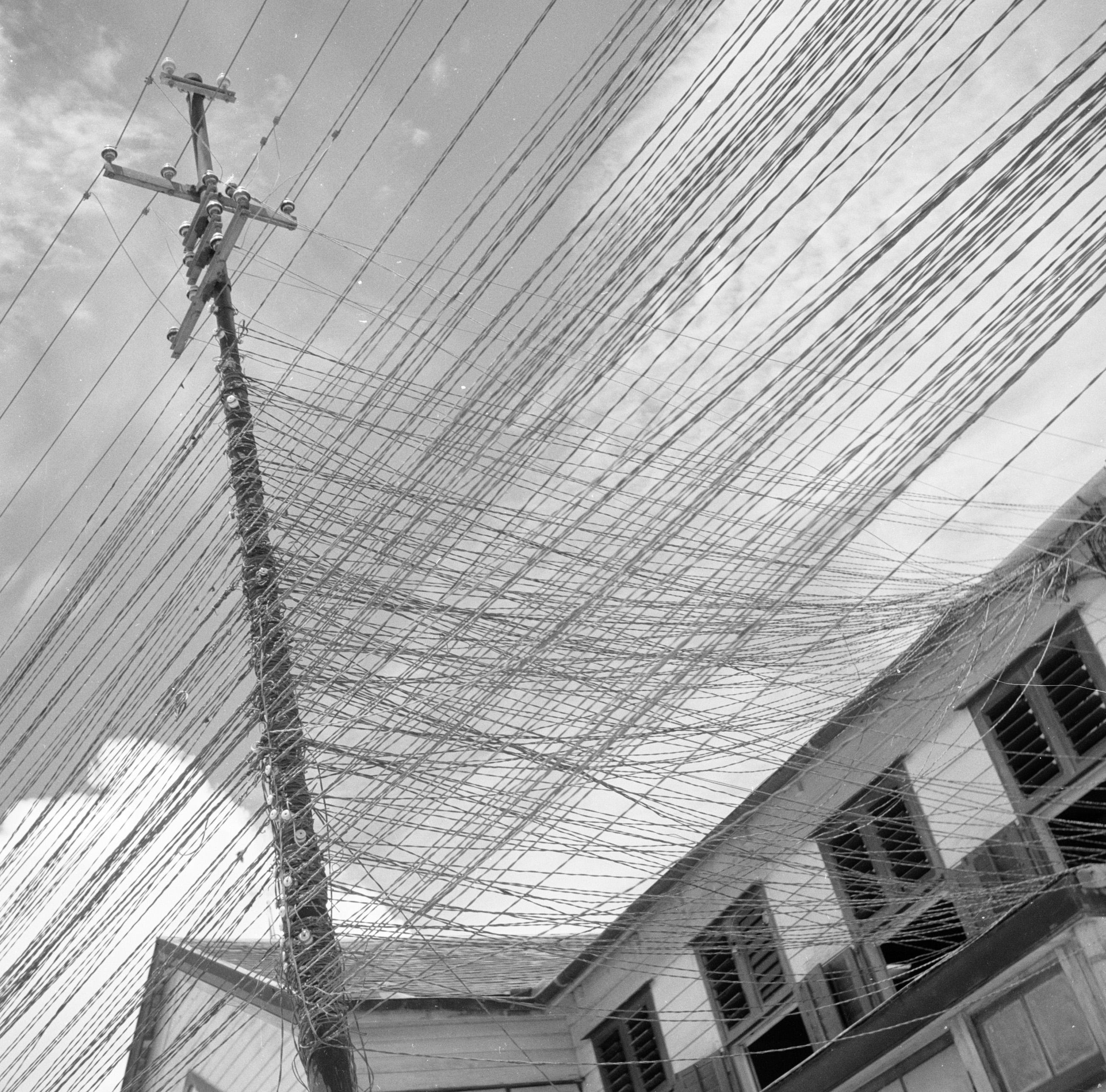
Lignes de téléphone (1947).

Une ligne de transmission est un ensemble de deux conducteurs acheminant de concert un signal électrique, d'une source (ou émetteur) vers une charge (ou récepteur). On doit considérer une paire de conducteurs comme une ligne de transmission chaque fois que sa longueur est du même ordre de grandeur, ou plus, que la longueur d'onde de la fréquence la plus élevée du signal à transmettre.
La  charge étant connectée à l'extrémité de la ligne, la ligne permet de retrouver, sur son entrée, à son autre extrémité, la même résistance que la charge, cela quelle que soit la longueur de la ligne. C'est la condition idéale de fonctionnement, qui  est réalisée si la résistance de la charge est égale à l'impédance caractéristique de la ligne. On peut dire que la ligne permet de transporter fictivement la charge à proximité de la source des signaux.
Les lignes de transmission les plus courantes sont les câbles coaxiaux, les lignes bifilaires  les paires torsadées, ainsi que les "pistes" sur les cartes à électronique rapide.
Une ligne de transmission est caractérisée par son impédance caractéristique, sa constante d'affaiblissement qui précise les pertes dans la ligne, et la vitesse de propagation des signaux, qui dépend du diélectrique utilisé pour fabriquer la ligne.

## Application
En pratique, on utilise une ligne de transmission par exemple pour transporter le signal issu d'un émetteur, vers une antenne ; ou réciproquement pour transporter le signal issu d'une antenne, vers un récepteur. Dans ces deux cas, l'impédance caractéristique du câble coaxial est généralement de 50 ohms. Les signaux vidéo et ceux des antennes de télévision transitent normalement sur des lignes de transmission en câble coaxial d'impédance caractéristique 75 Ω.
On utilise aussi une ligne de transmission pour transporter des signaux téléphoniques, numériques ou analogiques, sous forme de paire torsadée d'impédance caractéristique 110 Ω, ou anciennement 600 Ω en conducteurs aériens.
On trouvera aussi des lignes de transmission en informatique. Avec des cadences d'horloges élevées, la longueur d'onde du signal n'est plus que de quelques décimètres, comparable aux distances à parcourir entre une unité centrale et des périphériques. La transmission série se fait souvent sur des lignes de transmission d'une longueur comparable. Sur les cartes numériques très rapides, la ligne est constituée d'une piste de largeur donnée, afin d'obtenir l'impédance caractéristique désirée et de ne pas déformer les signaux transmis entre deux circuits intégrés[réf. souhaitée].

### Transport de l'énergie électrique
L'adaptation d'impédance n'est pas recherchée. En particulier, dans le réseau de transport d'énergie électrique, la source doit conserver une impédance faible par rapport à la charge : la tension du réseau doit chuter le moins possible lorsqu'on utilise l'énergie.
L'absence d'adaptation est d'ailleurs sans conséquences notables : la fréquence du courant alternatif distribué est de 50 Hz ou 60 Hz selon les régions du monde ; il faudrait une ligne de plusieurs dizaines de milliers de kilomètres avant que des effets adverses se manifestent. Dans les transports d'énergie sur de grandes distances, les pertes résistives sont plus importantes.

## Calcul des lignes

### Modes de propagation
On traite ici des lignes constituées de deux conducteurs ; pour ces lignes, les champs électrique (E) et magnétique (H) sont perpendiculaires à la direction de la ligne : c'est le mode TEM. D'autres modes de propagation existent, utilisés en hyperfréquences : Voir guide d'ondes.

### Impédance d'entrée
L'impédance caractéristique {\displaystyle Z_{0}} d'une ligne de transmission est le rapport des amplitudes entre une onde de un volt et son onde de courant. 
Comme la plupart des lignes ont des ondes réfléchies, l'impédance caractéristique n'est généralement pas l'impédance mesurée sur la ligne. Pour une ligne de transmission de longueur d, on peut montrer qu'à la position l de la charge, l'impédance mesurée pour une impédance de charge {\displaystyle Z_{L}} est donnée par:
{\displaystyle Z_{in}(l)=Z_{0}{\frac {Z_{L}+Z_{0}\tanh(\gamma l)}{Z_{0}+Z_{L}\tanh(\gamma l)}}}
où {\displaystyle \gamma =\alpha +j\beta \,} est appelé exposant de propagation ({\displaystyle \beta ={\frac {2\pi }{\lambda }}})
Pour une ligne de transmission sans perte (équivalent à {\displaystyle \alpha =0\,}), l'impédance d'entrée est donnée par :
{\displaystyle Z_{in}(l)=Z_{0}{\frac {Z_{L}+jZ_{0}\tan(\beta l)}{Z_{0}+jZ_{L}\tan(\beta l)}}}
Ces formules montrent que si la ligne est chargée par son impédance caractéristique, on retrouve cette impédance à l'autre extrémité, quel que soit L et quel que soit λ. On dit que la ligne fonctionne en onde progressive. C'est normalement la condition idéale, qui doit être recherchée.
Comme les formules ci-dessus, l'abaque de Smith permet de trouver l'impédance en bout de ligne, si l'autre extrémité n'est pas chargée par l'impédance caractéristique. Cette impédance dépend alors de la longueur de la ligne et de λ. La ligne est alors le siège d'ondes stationnaires, à cause des réflexions sur les ruptures d'impédance. La proportion d'onde réfléchie est proportionnelle au quotient de la différence par la somme des impédances avant et après la rupture.

### Adaptation d'impédances
L'adaptation d'impédances consiste à rechercher à présenter à la source une résistance égale à sa résistance interne. La ligne permet cette adaptation d'impédance, même si la source et la charge sont distantes.

### Longueur électrique d'une ligne
La vitesse de propagation des signaux dans une ligne n'est pas la même que celle d'une onde dans le vide. Pour un câble coaxial, la vitesse est divisée par la racine carrée de la constante diélectrique de l'isolant. Ce paramètre est important si on désire construire des lignes équivalentes à une fraction de longueur d'onde.
Le diélectrique polyéthylène du câble RG58  possède une constante diélectrique de 2,3.
La vitesse de propagation dans une ligne construite avec ce câble est égale à 
{\displaystyle c_{\text{RG58}}={\frac {c}{\surd {2.3}}}\simeq 0.66c}
La longueur d'onde λ dans le câble pour une fréquence f est
{\displaystyle \lambda ={\frac {c_{\text{RG58}}}{f}}\simeq {\frac {0.66c}{f}}}
Une ligne dite « quart d'onde » avec un coaxial RG58 devra mesurer en réalité 0,66 fois le quart d'onde dans le vide.
| Matériau                   | Coefficient de vélocité                               |
| -------------------------- | ----------------------------------------------------- |
| coaxial polyéthylène plein | 0,66                                                  |
| coaxial polyéthylène aéré  | 0,82 environ                                          |
| coaxial teflon             | 0,70                                                  |
| circuit imprimé époxy      | 0,55 environ                                          |
| guide d'ondes              | supérieur à 1 (voir vitesse de phase dans les guides) |

La vitesse de propagation peut varier selon la fréquence, si la propagation ne se fait pas en mode électrique et magnétique transverse (mode TEM). Dans les câbles coaxiaux, lignes bifilaires, lignes micro ruban..., le mode TEM est le mode principal, et on peut considérer que la vitesse de propagation est identique pour toutes les fréquences.
Cependant, pour d'autres modes de propagation, qui se rencontrent dans le domaine des Hyperfréquences, la vitesse de propagation dépend de la fréquence. On dit alors que la ligne est dispersive. Cela peut poser un problème pour la transmission de signaux large bande ; en effet, si les différentes composantes du spectre n'ont pas la même vitesse, elles ne seront pas réceptionnées en même temps, il y aura distorsion.

### Ligne résonante
Si une ligne est chargée par une impédance nulle ou infinie, on voit que l'impédance à son autre extrémité dépend fortement de la longueur. Notamment, si une ligne de longueur quart d'onde est court-circuitée, on trouve une impédance infinie à son autre extrémité. On utilise ces propriétés pour réaliser des résonateurs, en lieu et place des circuits LC. Il existe ainsi des résonateurs quart d'onde, demi onde, etc.
En effet dans on a deux cas :
- une ligne infini, court-circuité donc avec {\displaystyle Z_{L}=0} ce qui donne :

{\displaystyle Z_{in}(l)=-jZ_{0}\times tan({\frac {l}{\lambda }}\times 2\pi )}
- une ligne ouverte {\displaystyle Z_{L}=+\infty } ce qui donne avec une limite

{\displaystyle Z_{in}(l)=-jZ_{0}\times \cot {({\frac {l}{\lambda }}\times 2\pi )}}
En fonction du signe de {\displaystyle Z_{in}(l)} on peut en déduire sa nature Impédance (électricité)
On trouve aujourd'hui des "résonateurs TEM" quart d'onde ou demi-onde constitués par une ligne avec un isolant céramique à très forte constante diélectrique (36 à 90) permettant de réaliser des résonateurs de petites dimensions.